# Gracht Burggraaf (buurtschap)
Gracht Burggraaf is een buurtschap ten noorden van Gulpen in de gemeente Gulpen-Wittem in de Nederlandse provincie Limburg.
De buurtschap ligt aan de doorgaande weg van Gulpen naar Wijlre aan het uiteinde van een klein droogdal. Ten noorden van dit droogdal stijgt de Dolsberg stijl omhoog, terwijl aan het zuiden de Beversberg langzaam stijgt. 

## Kasteel
In de buurtschap staat de motte van het verdwenen mottekasteel Burggraaf. Dit is de hoogste middeleeuwse motte die in Nederland bewaard is gebleven. De motteheuvel is niet ontstaan door het maken van een heuvel maar door het afgraven van de verbinding met de Beversberg. Het kasteel was zeer strategisch gelegen bij het punt waar de Gulp en de Eyserbeek in de Geul stromen. Een kilometer zuidelijk stroomt de Selzerbeek in de Geul. Het kasteel wordt pas in de dertiende eeuw voor het eerst vermeld, maar is waarschijnlijk ouder. De functie van kasteel werd later overgenomen door Kasteel Neubourg dat zijn naam (nieuw kasteel) ontleent aan het bestaan van deze oudere burcht.
Dorpen: Epen · Eys · Gulpen · Mechelen · Nijswiller · Partij-Wittem · Reijmerstok · Slenaken · Wahlwiller · Wijlre

Gehuchten en buurtschappen: Beertsenhoven · Berghem · Berghof · Beutenaken · Billinghuizen · Bissen · Bommerig · Broek · Cartils · Crapoel · Dal · Diependal · Elkenrade · Elzet · Eperheide · Etenaken · Euverem · Eyserhalte · Eyserheide · Gracht Burggraaf · Heijenrath · Helle · Hilleshagen · Höfke · Hoogcruts · Hurpesch · De Hut · Ingber · Kapolder · Kleeberg · Klein-Kullen · Klein-Kuttingen · Kosberg · Kuttingen · Landsrade · Overeys · Overgeul · Partij · Pesaken · De Piepert · Plaat · Schilberg · Schweiberg · Sinselbeek · Stokhem · Terpoorten · Terziet · Trintelen · Waterop · Wittem

Limburg: Steden en dorpen      Nederland: Provincies · Gemeenten